# Tiro con l'arco ai II Giochi paralimpici estivi
Per il tiro con l'arco ai Giochi paralimpici estivi di Tokyo 1964 furono assegnati 12 titoli (8 maschili e 4 femminili). Questa Paralimpiade vide l'introduzione di quattro titoli di squadra.

## Nazioni partecipanti
- Australia (4)
- Belgio (1)
- Francia (6)
- Giappone (4)
- Gran Bretagna (4)
- Italia (1)
- Paesi Bassi (1)
- Rhodesia (1)
- Svezia (1)
- Svizzera (1)
- Stati Uniti (14)
- Sudafrica (3)

## Medagliere
| Posizione | Paese         | Oro | Argento | Bronzo | Totale |
| --------- | ------------- | --- | ------- | ------ | ------ |
| 1         | Stati Uniti   | 7   | 0       | 2      | 9      |
| 2         | Sudafrica     | 2   | 1       | 0      | 3      |
| 3         | Rhodesia      | 2   | 0       | 0      | 2      |
| 4         | Francia       | 1   | 1       | 1      | 3      |
| 5         | Gran Bretagna | 0   | 2       | 2      | 4      |
| 6         | Australia     | 0   | 2       | 1      | 3      |
| 7         | Paesi Bassi   | 0   | 2       | 0      | 2      |
| 8         | Giappone      | 0   | 1       | 0      | 1      |
| 8         | Italia        | 0   | 1       | 0      | 1      |
| 8         | Svizzera      | 0   | 1       | 0      | 1      |
| 11        | Belgio        | 0   | 0       | 1      | 1      |
| 11        | Svezia        | 0   | 0       | 1      | 1      |
| Totale    | Totale        | 12  | 11      | 8      | 31     |

## Podi

### Gare maschili
| Evento                  | Oro                                                | Argento                                         | Bronzo                         |
| Albion round open       | Stati Uniti - Dean Slaugh                          | Paesi Bassi - Peter Blanker                     | Belgio - Raymond Schelfaut     |
| Albion a squadre        | Stati Uniti Dick Robinson Dean Slaugh Jack Whitman | Giappone S. Ando T. Ando T. Matsumoto           | Nessuno                        |
| Columbia round open     | Stati Uniti - Dan Kotter                           | Italia - Raimondo Longhi                        | Stati Uniti - George Pasipanki |
| Columbia a squadre      | Stati Uniti Bob Hawkes Dan Kotter George Pasipanki | Francia Lercerf Musy Seguin                     | Nessuno                        |
| FITA round open         | Stati Uniti - Dean Slaugh                          | Paesi Bassi - Peter Blanker                     | Svezia - Eric Johansson        |
| FITA a squadre          | Stati Uniti Jim Mathis Dean Slaugh Jack Whitman    | Giappone S. Ando T. Matsumoto S. Saito          | Nessuno                        |
| St. Nicholas round open | Sudafrica - G. P. Marais                           | Australia - Roy Fowler                          | Francia - David                |
| St. Nicholas a squadre  | Francia David Ilanoun Roger Schuh                  | Australia Lionel Cousens Roy Fowler John Martin | Nessuno                        |

### Gare femminili
| Evento                  | Oro                          | Argento                             | Bronzo                         |
| Albion round open       | Rhodesia - Margaret Harriman | Gran Bretagna - Valerie Forder      | Australia - Daphne Ceeney      |
| Columbia round open     | Stati Uniti - B. Rosenzweig  | Gran Bretagna - Daphne Legge-Willis | Gran Bretagna - C. Tetley      |
| FITA round open         | Rhodesia - Margaret Harriman | Sudafrica - N. Thesen               | Gran Bretagna - Robin Irvine   |
| St. Nicholas round open | Sudafrica - I. Marincowitz   | Svizzera - Caroline Troxler-Kung    | Stati Uniti - Irene Preslipski |